# Питър Бойл
Питър Бойл (на английски: Peter Boyle) е американски филмов, театрален и телевизионен актьор.  Роден през 1935 година, починал през 2006 година, носител на награда „Еми“.

## Ранни години
Роден е като Питър Лаурънс Бойл – младши на 18 октомври 1935 г. в Нористаун, Пенсилвания. Родителите му, Алис и Питър Бойл -старши, са от ирландски произход. По-късно семейството се премества във Филаделфия, където в периода 1951-1963 г. баща му има успешна кариера като телевизионен водещ.
Възпитан като римокатолик, Бойл-младши посещава училищата „St. Francis de Sales School“ и католическата момчешка гимназия „West Philadelphia Catholic High School For Boys“. След завършване на училище той прекарва три години като послушник в католическия орден „Institute of the Brothers of the Christian Schools“. През 1957 г. Бойл получава бакалавърска степен в римокатолическия университет „La Salle University“, но в крайна сметка напуска ордена, тъй като не се чувства призван за религиозен живот. Докато е още във Филаделфия, той работи като телевизионен оператор за едно готварско шоу наречено „Television Kitchen“.
През 1959 г. Бойл завършва военна школа „Officer Candidate School“ и постъпва на служба във Военноморските сили на САЩ, където обаче не се задържа дълго поради получено нервно разстройство.
Установявайки се в Ню Йорк, той започва обучението си по актьорско майсторство при Ута Хейгън, докато успоредно работи като пощенски чиновник и главен келнер в ресторант. Започва да изпълнява ролята на дебелото ченге Мъри в пиесата „Стари приятели“ на Нийл Саймън с когото тръгва на гастрол из страната. В Чикаго Бойл напуска трупата, за да се присъедини към местния импровизационен театър „The Second City“.
Пробива си в киното Питър Бойл прави през 1970 г. с изпълнението на главната роля във филма „Джо“, за което получава положителни акламации от критиката, въпреки породилата се полемика за показаното насилие и използването на нецензурен език.

### Кариера
Името му нашумява в началото на 1970-те години на миналия век, най-вече с изпълнението на ролята на „чудовището“ във филмовата пародия на Мел Брукс „Младият Франкенщайн“ (1974). По това време изиграва и малка роля в класиката на Мартин Скорсезе - „Шофьор на такси“ (1975). Най-голяма популярност обаче му носи участието в ситуационната телевизионна комедия „Всички обичат Реймънд“, където в периода от 1996 г. до 2005 г. изиграва ролята на Франк Бароун. За тази роля той получава 7 номинации за наградата Еми. През 1996 г. Бойл е удостоен с наградата за участието му в епизода „Последната почивка на Клайд Бръкман“ от третия сезон на сериала „Досиетата Х“.

## Избрана филмография
| Година | Филм                            | Оригинално заглавие              | Роля                 | Режисьор        |
| ------ | ------------------------------- | -------------------------------- | -------------------- | --------------- |
| 1970   | Джо                             | Joe                              | Джо Къран            | Джон Авилдсън   |
| 1972   | Кандидатът                      | The Candidate                    | Марвин Лукас         | Майкъл Ричи     |
| 1973   | Приятелите на Еди Койл          | The Friends of Eddie Coyle       | Дилън                | Питър Йейтс     |
| 1974   | Младият Франкенщайн             | Young Frankenstein               | чудовището           | Мел Брукс       |
| 1975   | Шофьор на такси                 | Taxi Driver                      | Уизард               | Мартин Скорсезе |
| 1987   | Уолкър                          | Walker                           | Корнелиус Вандербилд | Алекс Кокс      |
| 1988   | Червена топлина                 | Red Heat                         | Командир Лу Донъли   | Уолтър Хил      |
| 2004   | Скуби-Ду 2: Чудовища на свобода | Scooby-Doo 2: Monsters Unleashed | Старецът Уикълс      | Раджа Госнел    |

### Телевизия
| Година    | Филм                  | Оригинално заглавие     | Роля          | Бележки                                                       |
| --------- | --------------------- | ----------------------- | ------------- | ------------------------------------------------------------- |
| 1995      | Досиетата Х           | The X-Files             | Клайд Брукман | Сезон 3; епизод 4 (53); „Последната почивка на Клайд Брукман“ |
| 1996–2005 | Всички обичат Реймънд | Everybody Loves Raymond | Франк Бароун  |                                                               |